# Mallodeta simplex
Mallodeta simplex là một loài bướm đêm thuộc phân họ Arctiinae, họ Erebidae.